# Okręty patrolowe typu Hamilton
Okręty patrolowe typu Hamilton – typ dwunastu amerykańskich okrętów patrolowych zbudowanych na przełomie  lat 60. i 70. XX wieku przez stocznię Avondale Shipyards dla United States Coast Guard, klasyfikowanych oficjalnie jako kutry (ang. cutter). Do głównych zadań wypełnianych przez okręty należy ochrona amerykańskiej wyłącznej strefy ekonomicznej, egzekwowanie prawa na morzach i oceanach oraz zadania poszukiwawczo-ratunkowe (search and rescue).
Okręty przeszły modernizację w ramach programu FRAM, trwającą od lat 80. do 1992 roku.
W 2011 roku okręty zaczęto wycofywać ze służby w amerykańskiej straży wybrzeża, przekazując je marynarkom wojennym Bangladeszu, Filipin i Nigerii. W służbie USCG zostały zastąpione przez patrolowce typu Legend.

## Okręty
- USCGC „Hamilton” (WHEC-715); w 2011 roku przekazany Filipinom, gdzie służy jako „Gregorio del Pilar” (PF-15)[2]
- USCGC „Dallas” (WHEC-716); w 2013 roku przekazany Filipinom, gdzie służy jako „Ramon Alcaraz” (PF-16)[3]
- USCGC „Mellon” (WHEC-717)
- USCGC „Chase” (WHEC-718); w 2011 roku przekazany Nigerii, gdzie służy jako „Thunder” (F90)[4]
- USCGC „Boutwell” (WHEC-719); w 2016 roku przekazany Filipinom, gdzie służy jako „Andreas Bonifacio” (PF-17)[3]
- USCGC „Sherman” (WHEC-720)
- USCGC „Gallatin” (WHEC-721); w 2014 roku przekazany Nigerii, gdzie służy jako „Okpabana” (F93)[5]
- USCGC „Morgenthau” (WHEC-722) w 2017 roku przekazany Wietnamowi, gdzie służy jako „CSB 8020”[6]
- USCGC „Rush” (WHEC-723); w 2015 roku przekazany Bangladeszowi, gdzie służy jako „Somudra Avijan”[7]
- USCGC „Munro” (WHEC-724)
- USCGC „Jarvis” (WHEC-725); w 2013 roku przekazany Bangladeszowi, gdzie służy jako „Somudra Joy”[7]
- USCGC „Midgett” (WHEC-726)